# Ostrovy chudých rytířů
Ostrovy chudých rytířů (anglicky Poor Knights Islands; maorsky Tawhiti Rahi) je souostroví na východ od novozélandského Northlandu.

## Poloha
Ostrovy se nachází asi 22 km od pobřeží Northlandu, což je region na severním cípu Severního ostrova Nového Zélandu. Hlavní ostrovy tohoto souostroví představují Tawhiti Rahi a Aorangi, u kterých se nachází několik dalších menších ostrůvků a skalisek.
Tawhiti má rozlohu 151,5 ha a ční se do nadmořské výše 190 m; Aorangi má 101 ha a maximální nadmořskou výšku 216 m.

## Charakteristika
Ostrovy jsou sopečného původu. V jejich zerodovaném skalnatém pobřeží se nachází bludiště zákoutí, jeskyň a převisů, které se vyznačují vysokou mírou biodiverzity, což společně s čistým okolním oceánem dělá z ostrovů jedno z nejpopulárnějších míst na Novém Zélandu pro potápění. Francouzský oceánograf Jacques Cousteau o ostrovech dokonce prohlásil, že patří mezi 10 nejlepších míst k potápění na světě. Od roku 1981 je na ostrově zřízena přírodní rezervace, která zahrnuje vedle samotných ostrovů i oblast do 800 m od pobřeží.
V oceánu bezprostředně kolem ostrovů se nachází řada unikátních a vzácných podmořských živočichů. Unikátní fauna a flóra jsou i na povrchu ostrova, kde se nachází významné ptačí území. Na ostrovy každoročně přilétá až 2,5 milionu burňáků šedohřbetých; Ostrovy chudých rytířů představují jedinou lokaci, kde se tito ptáci páří. Ostrovy jsou také domovem populace medosavky novozélandské subsp. oneho.